# Fetichismo

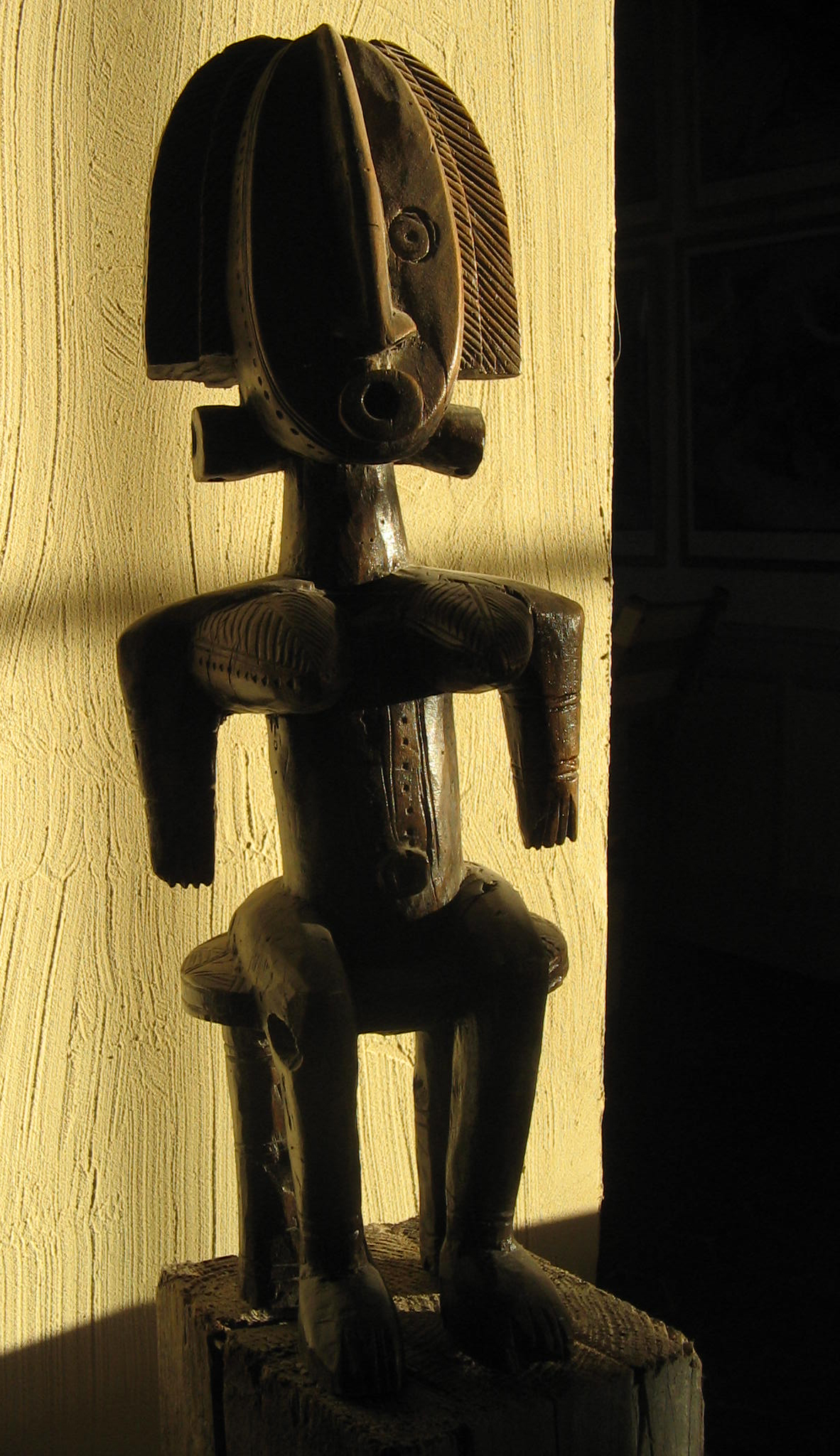
Fetiche africano.

Fetichismo [en portugués: feitiço, lit. 'hechizo' o 'encantamiento'; a su vez, en latín: facticius, lit. 'artificial' o 'hecho por el hombre' (derivado de «facere», que significa «hacer»)] es la devoción hacia los objetos materiales, a los que se ha denominado fetiches. El fetichismo es una forma de creencia o práctica religiosa en la cual se considera que ciertos objetos poseen poderes mágicos o sobrenaturales y que protegen al portador o a las personas de las fuerzas naturales. Los amuletos también son considerados fetiches.
Los exploradores portugueses usaron «feitiço» para describir los objetos o amuletos utilizados por las culturas africanas que creían que tenían poderes mágicos o sobrenaturales.

## Origen del término y uso

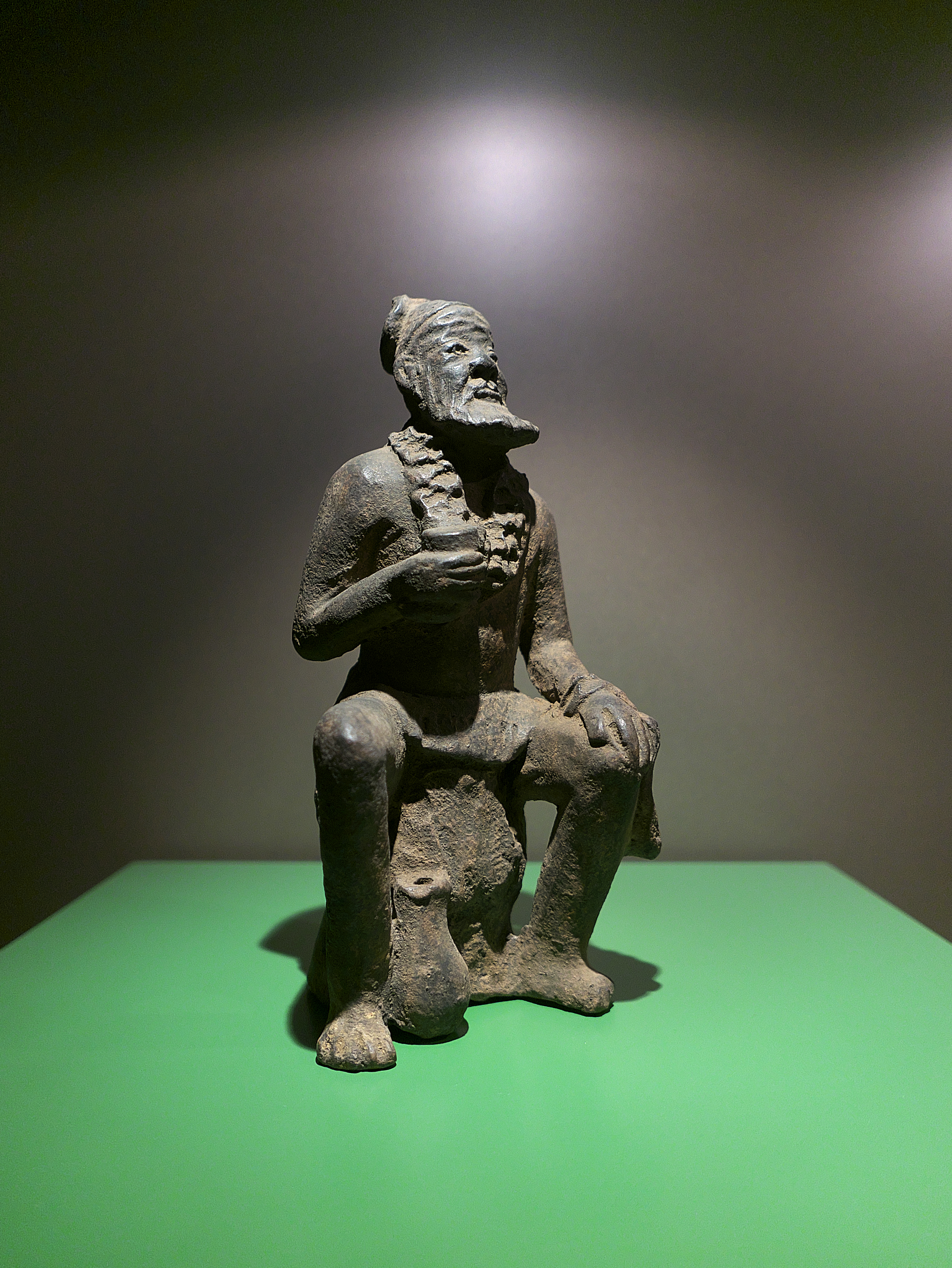
Fetiche del reino de Oku, Camerún

La palabra fetiche viene del término portugués «feitiço», que significa «hechizo». El término fue dado a conocer en Europa por el erudito francés Charles de Brosses en 1757.
Usos a lo largo de la historia: 
- En el siglo XIX, Karl Marx usó el término para describir el fetichismo de la mercancía como uno de los componentes importantes del capitalismo.

- Luego Sigmund Freud usó el concepto para describir una forma de parafilia donde el sujeto de afecto es, o es representado por un objeto o una parte del cuerpo de una persona.

También son llamados así:
- Los objetos usados en la práctica del sadomasoquismo.

## Puntos de vista

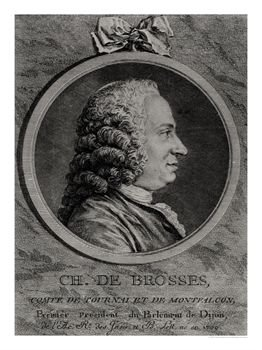
Retrato del historiador francés Charles de Brosses (1709-1777)

El escritor francés Charles de Brosses y otros estudiosos del siglo XVIII utilizaban el concepto de fetichismo para aplicar la teoría de la evolución a la religión, en la cual, Brosses sugirió que el fetichismo es el estado más primitivo de la religión, seguido por los estados de politeísmo y monoteísmo, representando una progresiva abstracción del pensamiento.
En el siglo XIX, filósofos como Herbert Spencer suspendieron la teoría de Brosses de que el fetichismo era la «religión original». En el mismo siglo, antropólogos y eruditos de la religión comparativa como Edward Burnett Tylor y John Ferguson McLennan desarrollaron las teorías del animismo y el totemismo para aclarar el fetichismo.

Tylor y McLennan mantienen que el concepto del fetichismo permite a los historiadores de la religión desplazar la atención de las relaciones entre las personas y Dios a las relaciones entre las personas y los objetos materiales.

## Uso actual del término
El uso actual en España y otros países hispanohablantes del término «fetichismo» se encaja en el ámbito sexual. Se refiere en el lenguaje popular al placer o admiración de ciertas partes corporales u objetos de manera que produce excitación o placer. El uso del término está extendido gracias a referencias actuales en las redes sociales, el cine o la televisión. 